# Nuraghi della città metropolitana di Cagliari
I nuraghi della città metropolitana di Cagliari:

## Nuraghi
| Nome                                 | Comune             | Coordinate           | Mappa | Tipo                     |
| ------------------------------------ | ------------------ | -------------------- | ----- | ------------------------ |
| nuraghe Armungia                     | Armungia           | 39.52235°N 9.38371°E | Mappa | nuraghe monotorre        |
| nuraghe Scandariu                    | Armungia           | 39.50541°N 9.36131°E | Mappa | nuraghe monotorre        |
| nuraghe Srebatzi                     | Armungia           | 39.52548°N 9.3541°E  | Mappa | nuraghe monotorre        |
| nuraghe Corongiu 'e Melas            | Ballao             | 39.578°N 9.34997°E   | Mappa | nuraghe monotorre        |
| nuraghe Corongiu 'e Melas II         | Ballao             | 39.57659°N 9.34452°E | Mappa | nuraghe monotorre        |
| nuraghe is Tancas                    | Ballao             | 39.53904°N 9.3587°E  | Mappa | nuraghe monotorre        |
| nuraghe s'Arcu 'e sa Pira            | Ballao             | 39.5484°N 9.34038°E  | Mappa | nuraghe monotorre        |
| nuraghe su Nuraxi                    | Ballao             | 39.5545°N 9.33701°E  | Mappa | nuraghe monotorre        |
| nuraghe su Nuraxi                    | Burcei             | 39.32114°N 9.41435°E | Mappa | nuraghe monotorre        |
| nuraghe Poggio Antonio Murgia        | Capoterra          | 39.12072°N 8.98344°E | Mappa | nuraghe monotorre        |
| nuraghe Brebeis                      | Castiadas          | 39.22295°N 9.54095°E | Mappa | nuraghe monotorre        |
| nuraghe Bruncu Ottixeddu             | Castiadas          | 39.25013°N 9.5449°E  | Mappa | nuraghe monotorre        |
| nuraghe Corrocoi                     | Castiadas          | 39.28787°N 9.48525°E | Mappa | nuraghe monotorre        |
| nuraghe Erba e s'Illixi              | Castiadas          | 39.25332°N 9.53361°E | Mappa | nuraghe monotorre        |
| nuraghe Genna Spina                  | Castiadas          | 39.21835°N 9.53161°E | Mappa | nuraghe monotorre        |
| nuraghe Gibe Truttiri                | Castiadas          | 39.20647°N 9.56394°E | Mappa | nuraghe monotorre        |
| nuraghe Idda                         | Castiadas          | 39.24777°N 9.53296°E | Mappa | nuraghe monotorre        |
| nuraghe Monte Cannas                 | Castiadas          | 39.21064°N 9.55606°E | Mappa | nuraghe monotorre        |
| nuraghe Monte Turno                  | Castiadas          | 39.2092°N 9.56804°E  | Mappa | nuraghe monotorre        |
| nuraghe Piras                        | Castiadas          | 39.29255°N 9.48275°E | Mappa | nuraghe monotorre        |
| nuraghe sa Murta                     | Castiadas          | 39.28927°N 9.47722°E | Mappa | nuraghe monotorre        |
| nuraghe s'Achilloni                  | Castiadas          | 39.21216°N 9.54558°E | Mappa | nuraghe monotorre        |
| nuraghe San Pietro                   | Castiadas          | 39.20871°N 9.55097°E | Mappa | nuraghe monotorre        |
| nuraghe su Cannisoni                 | Castiadas          | 39.21676°N 9.56048°E | Mappa | nuraghe monotorre        |
| nuraghe su Modditzi                  | Castiadas          | 39.26276°N 9.55159°E | Mappa | nuraghe monotorre        |
| nuraghe su 'Accu 'e Melis            | Dolianova          | 39.367°N 9.25136°E   | Mappa | nuraghe monotorre        |
| nuraghe Traviudus                    | Dolianova          | 39.40315°N 9.23561°E | Mappa | nuraghe monotorre        |
| nuraghe Ardiddi                      | Gergei             | 39.67383°N 9.10994°E | Mappa | nuraghe monotorre        |
| nuraghe Cannas                       | Gergei             | 39.71701°N 9.08829°E | Mappa | nuraghe monotorre        |
| nuraghe Cogotti                      | Gergei             | 39.70014°N 9.05534°E | Mappa | nuraghe monotorre        |
| nuraghe Martinedda                   | Gergei             | 39.69225°N 9.0588°E  | Mappa | nuraghe monotorre        |
| nuraghe Mesoni Beranu                | Gergei             | 39.69668°N 9.06168°E | Mappa | nuraghe monotorre        |
| nuraghe Mesoni Coa                   | Gergei             | 39.67409°N 9.07446°E | Mappa | nuraghe monotorre        |
| nuraghe Monte Cuccu                  | Gergei             | 39.6845°N 9.05142°E  | Mappa | nuraghe monotorre        |
| nuraghe Preganti                     | Gergei             | 39.68811°N 9.08988°E | Mappa | nuraghe monotorre        |
| nuraghe Purruddu                     | Gergei             | 39.701°N 9.06984°E   | Mappa | nuraghe monotorre        |
| nuraghe Riu Coloru                   | Gergei             | 39.6942°N 9.05151°E  | Mappa | nuraghe monotorre        |
| nuraghe Riu Elias                    | Gergei             | 39.66912°N 9.06726°E | Mappa | nuraghe monotorre        |
| nuraghe San Simone                   | Gergei             | 39.65357°N 9.0613°E  | Mappa | nuraghe monotorre        |
| nuraghe Santu Perdu                  | Gergei             | 39.70904°N 9.08887°E | Mappa | nuraghe monotorre        |
| nuraghe Saurras                      | Gergei             | 39.66923°N 9.09009°E | Mappa | nuraghe monotorre        |
| nuraghe Si                           | Gergei             | 39.66371°N 9.06031°E | Mappa | nuraghe monotorre        |
| nuraghe su Iriu                      | Gergei             | 39.67557°N 9.05419°E | Mappa | nuraghe monotorre        |
| nuraghe Surdelli                     | Gergei             | 39.68962°N 9.04762°E | Mappa | nuraghe monotorre        |
| nuraghe Trazzali I                   | Gergei             | 39.68592°N 9.05892°E | Mappa | nuraghe monotorre        |
| nuraghe Bruncu Planu Mesa            | Gesico             | 39.63391°N 9.04437°E | Mappa | nuraghe monotorre        |
| nuraghe Pettiou                      | Gesico             | 39.63386°N 9.07282°E | Mappa | nuraghe monotorre        |
| nuraghe Ruina Perdosa                | Gesico             | 39.60451°N 9.12176°E | Mappa | nuraghe monotorre        |
| nuraghe Casteddu Mannu               | Goni               | 39.56588°N 9.29644°E | Mappa | nuraghe monotorre        |
| nuraghe Goni                         | Goni               | 39.58594°N 9.27725°E | Mappa | nuraghe monotorre        |
| nuraghe is Truiscus                  | Goni               | 39.56023°N 9.27614°E | Mappa | nuraghe monotorre        |
| nuraghe sa Narba                     | Goni               | 39.57152°N 9.2844°E  | Mappa | nuraghe monotorre        |
| nuraghe Amuai                        | Escalaplano        | 39.58599°N 9.3227°E  | Mappa | nuraghe monotorre        |
| nuraghe Fumia                        | Escalaplano        | 39.67257°N 9.38917°E | Mappa | nuraghe monotorre        |
| nuraghe is Abiois                    | Escalaplano        | 39.57997°N 9.32998°E | Mappa | nuraghe monotorre        |
| nuraghe Perducatta                   | Escalaplano        | 39.6279°N 9.36124°E  | Mappa | nuraghe monotorre        |
| nuraghe San Giovanni                 | Escalaplano        | 39.6141°N 9.3346°E   | Mappa | nuraghe monotorre        |
| nuraghe Mogurus                      | Escolca            | 39.71037°N 9.11901°E | Mappa | nuraghe monotorre        |
| nuraghe Bruncu Tisieri               | Esterzili          | 39.71549°N 9.30104°E | Mappa | nuraghe monotorre        |
| nuraghe Corti Eccia                  | Esterzili          | 39.72305°N 9.29934°E | Mappa | nuraghe monotorre        |
| nuraghe Cuccuru is Abis              | Esterzili          | 39.72676°N 9.27862°E | Mappa | nuraghe monotorre        |
| nuraghe Genn'e Ferru                 | Esterzili          | 39.77231°N 9.29246°E | Mappa | nuraghe monotorre        |
| nuraghe is Orrus                     | Esterzili          | 39.77462°N 9.34333°E | Mappa | nuraghe monotorre        |
| nuraghe Monte Nuxi                   | Esterzili          | 39.75795°N 9.30941°E | Mappa | nuraghe monotorre        |
| nuraghe Nurassola                    | Esterzili          | 39.75017°N 9.35177°E | Mappa | nuraghe monotorre        |
| nuraghe Serra de Nuedda              | Esterzili          | 39.75322°N 9.29692°E | Mappa | nuraghe monotorre        |
| nuraghe Soperi                       | Esterzili          | 39.7433°N 9.37046°E  | Mappa | nuraghe monotorre        |
| nuraghe su Nuraxeddu                 | Esterzili          | 39.72491°N 9.36078°E | Mappa | nuraghe monotorre        |
| nuraghe Addori                       | Genoni             | 39.81733°N 9.00375°E | Mappa | nuraghe monotorre        |
| nuraghe Dom'e Biriu                  | Genoni             | 39.80907°N 9.00303°E | Mappa | nuraghe monotorre        |
| nuraghe Duidduru                     | Genoni             | 39.79252°N 8.98782°E | Mappa | nuraghe monotorre        |
| nuraghe is Cortis                    | Genoni             | 39.78707°N 9.00602°E | Mappa | nuraghe monotorre        |
| nuraghe Longu                        | Genoni             | 39.80563°N 9.03241°E | Mappa | nuraghe monotorre        |
| nuraghe Lorias                       | Genoni             | 39.77811°N 8.99788°E | Mappa | nuraghe monotorre        |
| nuraghe Margini                      | Genoni             | 39.77486°N 9.00004°E | Mappa | nuraghe monotorre        |
| nuraghe Monte Cilixia                | Genoni             | 39.80816°N 9.02924°E | Mappa | nuraghe monotorre        |
| nuraghe Nieddu                       | Genoni             | 39.7805°N 8.88835°E  | Mappa | nuraghe monotorre        |
| nuraghe Perdaligieri                 | Genoni             | 39.80239°N 8.98719°E | Mappa | nuraghe monotorre        |
| nuraghe Pranu d'Omus                 | Genoni             | 39.78448°N 8.94482°E | Mappa | nuraghe monotorre        |
| nuraghe su Corrazzu                  | Genoni             | 39.78374°N 8.99773°E | Mappa | nuraghe monotorre        |
| nuraghe Trappapulis                  | Genoni             | 39.80063°N 9.03737°E | Mappa | nuraghe monotorre        |
| nuraghe Trementi                     | Genoni             | 39.7694°N 8.99897°E  | Mappa | nuraghe monotorre        |
| nuraghe Bruncu Brunicas              | Guasila            | 39.52716°N 9.03843°E | Mappa | nuraghe monotorre        |
| nuraghe Carrogas                     | Guasila            | 39.53204°N 9.02019°E | Mappa | nuraghe monotorre        |
| nuraghe Dei                          | Guasila            | 39.53082°N 9.01226°E | Mappa | nuraghe monotorre        |
| nuraghe Pau                          | Guasila            | 39.55157°N 8.99962°E | Mappa | nuraghe monotorre        |
| nuraghe Balloiana                    | Isili              | 39.79548°N 9.13616°E | Mappa | nuraghe monotorre        |
| nuraghe Baraci                       | Isili              | 39.73816°N 9.16481°E | Mappa | nuraghe monotorre        |
| nuraghe Corte Ghiani                 | Isili              | 39.77161°N 9.11348°E | Mappa | nuraghe monotorre        |
| nuraghe Corte Onnoitzu               | Isili              | 39.7222°N 9.12813°E  | Mappa | nuraghe monotorre        |
| nuraghe Gruxedu                      | Isili              | 39.72468°N 9.13583°E | Mappa | nuraghe monotorre        |
| nuraghe Mariangesa                   | Isili              | 39.73874°N 9.1532°E  | Mappa | nuraghe monotorre        |
| nuraghe Monti Curadori               | Isili              | 39.74201°N 9.14745°E | Mappa | nuraghe monotorre        |
| nuraghe Nuraxiscu                    | Isili              | 39.73411°N 9.10069°E | Mappa | nuraghe monotorre        |
| nuraghe Pauli 'e Angioni             | Isili              | 39.73732°N 9.13212°E | Mappa | nuraghe monotorre        |
| nuraghe Piscorongiu                  | Isili              | 39.74472°N 9.09751°E | Mappa | nuraghe monotorre        |
| nuraghe sa Tanca 'e sa Rutta         | Isili              | 39.80056°N 9.13191°E | Mappa | nuraghe monotorre        |
| nuraghe Sartaro                      | Isili              | 39.78188°N 9.14049°E | Mappa | nuraghe monotorre        |
| nuraghe Sedda sa Feurra              | Isili              | 39.72397°N 9.09848°E | Mappa | nuraghe monotorre        |
| nuraghe Trucciu                      | Isili              | 39.74001°N 9.16576°E | Mappa | nuraghe monotorre        |
| nuraghe Zaccuria                     | Isili              | 39.73625°N 9.09622°E | Mappa | nuraghe monotorre        |
| nuraghe Zaurrai                      | Isili              | 39.73539°N 9.10782°E | Mappa | nuraghe monotorre        |
| nuraghe Ziu Taulas                   | Isili              | 39.75667°N 9.08999°E | Mappa | nuraghe monotorre        |
| nuraghe Mitza 'e Foddi I             | Mandas             | 39.64507°N 9.08904°E | Mappa | nuraghe monotorre        |
| nuraghe Ruina Ilixi                  | Mandas             | 39.66856°N 9.10155°E | Mappa | nuraghe monotorre        |
| nuraghe Beduzzu                      | Maracalagonis      | 39.26203°N 9.366°E   | Mappa | nuraghe monotorre        |
| nuraghe de s'Ascedu                  | Maracalagonis      | 39.26016°N 9.34958°E | Mappa | nuraghe monotorre        |
| nuraghe sa Madrina                   | Maracalagonis      | 39.21351°N 9.42502°E | Mappa | nuraghe monotorre        |
| nuraghe s'Arrumbulada                | Maracalagonis      | 39.22627°N 9.39739°E | Mappa | nuraghe monotorre        |
| nuraghe Cannas Beccias               | Monastir           | 39.39756°N 9.04606°E | Mappa | nuraghe monotorre        |
| nuraghe su Cuccumeu                  | Monastir           | 39.37457°N 9.06423°E | Mappa | nuraghe monotorre        |
| nuraghe Arrubiu                      | Muravera           | 39.29156°N 9.56683°E | Mappa | nuraghe monotorre        |
| nuraghe Baracca su Entu              | Muravera           | 39.31131°N 9.58946°E | Mappa | nuraghe monotorre        |
| nuraghe Bruncu Brailloi              | Muravera           | 39.32347°N 9.57425°E | Mappa | nuraghe monotorre        |
| nuraghe Cann'e Frau                  | Muravera           | 39.3165°N 9.54309°E  | Mappa | nuraghe monotorre        |
| nuraghe Garrabosu                    | Muravera           | 39.31112°N 9.58328°E | Mappa | nuraghe monotorre        |
| nuraghe Mitza sa Granaccia           | Muravera           | 39.26662°N 9.57172°E | Mappa | nuraghe monotorre        |
| nuraghe Monte Arrubiu                | Muravera           | 39.32422°N 9.55088°E | Mappa | nuraghe monotorre        |
| nuraghe Monte Nai                    | Muravera           | 39.25555°N 9.56783°E | Mappa | nuraghe monotorre        |
| nuraghe Monte Ontroxiu               | Muravera           | 39.30778°N 9.53144°E | Mappa | nuraghe monotorre        |
| nuraghe Monte su Crobu               | Muravera           | 39.28531°N 9.55451°E | Mappa | nuraghe monotorre        |
| nuraghe Monti Ferru                  | Muravera           | 39.29747°N 9.60234°E | Mappa | nuraghe monotorre        |
| nuraghe Mortus                       | Muravera           | 39.30876°N 9.56422°E | Mappa | nuraghe monotorre        |
| nuraghe Nicola Podda                 | Muravera           | 39.3279°N 9.58244°E  | Mappa | nuraghe monotorre        |
| nuraghe Perdiaxiu                    | Muravera           | 39.30276°N 9.57295°E | Mappa | nuraghe monotorre        |
| nuraghe Pispisa                      | Muravera           | 39.29861°N 9.53725°E | Mappa | nuraghe monotorre        |
| nuraghe sa Iba de Ziu Franziscu      | Muravera           | 39.28518°N 9.58826°E | Mappa | nuraghe monotorre        |
| nuraghe sa Ridroxi                   | Muravera           | 39.28955°N 9.57879°E | Mappa | nuraghe monotorre        |
| nuraghe Scalas                       | Muravera           | 39.27279°N 9.56873°E | Mappa | nuraghe monotorre        |
| nuraghe s'Ortu                       | Muravera           | 39.30856°N 9.54929°E | Mappa | nuraghe monotorre        |
| nuraghe su Sciusciu                  | Muravera           | 39.25592°N 9.5548°E  | Mappa | nuraghe monotorre        |
| nuraghe Conca Tiddia                 | Nuragus            | 39.75895°N 9.02386°E | Mappa | nuraghe monotorre        |
| nuraghe Montis                       | Nuragus            | 39.7959°N 9.0396°E   | Mappa | nuraghe monotorre        |
| nuraghe Pranu de Follas              | Nuragus            | 39.76271°N 9.03618°E | Mappa | nuraghe monotorre        |
| nuraghe San Giovanni                 | Nuragus            | 39.79332°N 9.05122°E | Mappa | nuraghe monotorre        |
| nuraghe Sereigu                      | Nuragus            | 39.75804°N 9.05464°E | Mappa | nuraghe monotorre        |
| nuraghe Tasonis                      | Nuragus            | 39.77037°N 9.01385°E | Mappa | nuraghe monotorre        |
| nuraghe Truxiu                       | Nuragus            | 39.79251°N 9.04513°E | Mappa | nuraghe monotorre        |
| nuraghe Turri                        | Nuragus            | 39.77035°N 9.04541°E | Mappa | nuraghe monotorre        |
| nuraghe Ziu Truiscu                  | Nuragus            | 39.77178°N 9.03889°E | Mappa | nuraghe monotorre        |
| nuraghe Crucuriga                    | Nurallao           | 39.79381°N 9.09032°E | Mappa | nuraghe monotorre        |
| nuraghe Formiga                      | Nurallao           | 39.81143°N 9.07045°E | Mappa | nuraghe monotorre        |
| nuraghe is Cannonis                  | Nurallao           | 39.77448°N 9.08249°E | Mappa | nuraghe monotorre        |
| nuraghe Nieddiu                      | Nurallao           | 39.79937°N 9.10001°E | Mappa | nuraghe monotorre        |
| nuraghe Pardu                        | Nurallao           | 39.78878°N 9.06551°E | Mappa | nuraghe monotorre        |
| nuraghe Pranu Fas                    | Nurallao           | 39.78684°N 9.08083°E | Mappa | nuraghe monotorre        |
| nuraghe Tramalizzu                   | Nurallao           | 39.79315°N 9.10879°E | Mappa | nuraghe monotorre        |
| nuraghe Baracci                      | Nurri              | 39.73498°N 9.20068°E | Mappa | nuraghe monotorre        |
| nuraghe Ceas                         | Nurri              | 39.68797°N 9.17782°E | Mappa | nuraghe monotorre        |
| nuraghe Comas de Pisu                | Nurri              | 39.70548°N 9.23799°E | Mappa | nuraghe monotorre        |
| nuraghe Coremolla                    | Nurri              | 39.70734°N 9.28736°E | Mappa | nuraghe monotorre        |
| nuraghe Corona Arrubia               | Nurri              | 39.70613°N 9.25225°E | Mappa | nuraghe monotorre        |
| nuraghe Cuccuru Casas                | Nurri              | 39.73615°N 9.17912°E | Mappa | nuraghe monotorre        |
| nuraghe Cuccuru Trebetza             | Nurri              | 39.76041°N 9.21577°E | Mappa | nuraghe monotorre        |
| nuraghe Cugussi                      | Nurri              | 39.7142°N 9.19783°E  | Mappa | nuraghe monotorre        |
| nuraghe Gutturu 'e sa Traia          | Nurri              | 39.66289°N 9.20341°E | Mappa | nuraghe monotorre        |
| nuraghe Guzzini                      | Nurri              | 39.73571°N 9.18392°E | Mappa | nuraghe monotorre        |
| nuraghe is Pirois                    | Nurri              | 39.66192°N 9.18446°E | Mappa | nuraghe monotorre        |
| nuraghe Latt'e Pudda                 | Nurri              | 39.72247°N 9.2339°E  | Mappa | nuraghe monotorre        |
| nuraghe Linnarbus                    | Nurri              | 39.69232°N 9.21228°E | Mappa | nuraghe monotorre        |
| nuraghe Narbonis                     | Nurri              | 39.7207°N 9.16721°E  | Mappa | nuraghe monotorre        |
| nuraghe Nuraccioni                   | Nurri              | 39.74304°N 9.179°E   | Mappa | nuraghe monotorre        |
| nuraghe Perda 'e Putzu               | Nurri              | 39.7057°N 9.27993°E  | Mappa | nuraghe monotorre        |
| nuraghe Pitziogu                     | Nurri              | 39.70653°N 9.24722°E | Mappa | nuraghe monotorre        |
| nuraghe Pitzu Tuvudu                 | Nurri              | 39.72836°N 9.25388°E | Mappa | nuraghe monotorre        |
| nuraghe Pitzu Tuvudu II              | Nurri              | 39.72506°N 9.25692°E | Mappa | nuraghe monotorre        |
| nuraghe sa Conca 'e su Casteddu      | Nurri              | 39.66674°N 9.20905°E | Mappa | nuraghe monotorre        |
| nuraghe sa Saliqua                   | Nurri              | 39.68376°N 9.20622°E | Mappa | nuraghe monotorre        |
| nuraghe Scala Manna                  | Nurri              | 39.70832°N 9.27463°E | Mappa | nuraghe monotorre        |
| nuraghe su Pranu 'e Burraxedu        | Nurri              | 39.6706°N 9.20024°E  | Mappa | nuraghe monotorre        |
| nuraghe Taccu Ara II                 | Nurri              | 39.69794°N 9.1784°E  | Mappa | nuraghe monotorre        |
| nuraghe Corti 'e Uannesu             | Orroli             | 39.66177°N 9.25927°E | Mappa | nuraghe monotorre        |
| nuraghe Cubingiu                     | Orroli             | 39.68866°N 9.25575°E | Mappa | nuraghe monotorre        |
| nuraghe Cuccuru                      | Orroli             | 39.68487°N 9.25763°E | Mappa | nuraghe monotorre        |
| nuraghe de Pardu                     | Orroli             | 39.65439°N 9.28615°E | Mappa | nuraghe monotorre        |
| nuraghe Findeu                       | Orroli             | 39.6167°N 9.3026°E   | Mappa | nuraghe monotorre        |
| nuraghe Fossas                       | Orroli             | 39.61371°N 9.27639°E | Mappa | nuraghe monotorre        |
| nuraghe Fruscus                      | Orroli             | 39.68596°N 9.29594°E | Mappa | nuraghe monotorre        |
| nuraghe Funtana de Spida             | Orroli             | 39.69218°N 9.28256°E | Mappa | nuraghe monotorre        |
| nuraghe Gasoru                       | Orroli             | 39.67147°N 9.27589°E | Mappa | nuraghe monotorre        |
| nuraghe Ollasta                      | Orroli             | 39.68286°N 9.26057°E | Mappa | nuraghe monotorre        |
| nuraghe Perdesi                      | Orroli             | 39.63143°N 9.20138°E | Mappa | nuraghe monotorre        |
| nuraghe sa Tanca Manna               | Orroli             | 39.68739°N 9.28221°E | Mappa | nuraghe monotorre        |
| nuraghe Salonis                      | Orroli             | 39.70384°N 9.24739°E | Mappa | nuraghe monotorre        |
| nuraghe Sedda s'Amadori              | Orroli             | 39.61004°N 9.29439°E | Mappa | nuraghe monotorre        |
| nuraghe su Gaffu                     | Orroli             | 39.61428°N 9.29852°E | Mappa | nuraghe monotorre        |
| nuraghe su Luaxu                     | Orroli             | 39.67479°N 9.27477°E | Mappa | nuraghe monotorre        |
| nuraghe su Motti II                  | Orroli             | 39.70109°N 9.24555°E | Mappa | nuraghe monotorre        |
| nuraghe su Pranu                     | Orroli             | 39.67422°N 9.29921°E | Mappa | nuraghe monotorre        |
| nuraghe Tacchixeddu                  | Orroli             | 39.62033°N 9.26582°E | Mappa | nuraghe monotorre        |
| nuraghe Tacchixeddu II               | Orroli             | 39.61829°N 9.26739°E | Mappa | nuraghe monotorre        |
| nuraghe Taccu 'e Caronas             | Orroli             | 39.64899°N 9.21246°E | Mappa | nuraghe monotorre        |
| nuraghe Taccu Maiore                 | Orroli             | 39.62792°N 9.28463°E | Mappa | nuraghe monotorre        |
| nuraghe Tanca 'e Maxia               | Orroli             | 39.68446°N 9.28349°E | Mappa | nuraghe monotorre        |
| nuraghe Angelu Nieddu                | Quartu Sant'Elena  | 39.21997°N 9.3742°E  | Mappa | nuraghe monotorre        |
| nuraghe Anna                         | Quartu Sant'Elena  | 39.25055°N 9.37476°E | Mappa | nuraghe monotorre        |
| nuraghe Biancu                       | Quartu Sant'Elena  | 39.21945°N 9.3672°E  | Mappa | nuraghe monotorre        |
| nuraghe Callitas                     | Quartu Sant'Elena  | 39.20477°N 9.35423°E | Mappa | nuraghe monotorre        |
| nuraghe Fois                         | Quartu Sant'Elena  | 39.21016°N 9.32658°E | Mappa | nuraghe monotorre        |
| nuraghe Luas                         | Quartu Sant'Elena  | 39.24043°N 9.33336°E | Mappa | nuraghe monotorre        |
| nuraghe Ludus                        | Quartu Sant'Elena  | 39.20979°N 9.37474°E | Mappa | nuraghe monotorre        |
| nuraghe s'Aria                       | Quartu Sant'Elena  | 39.22145°N 9.32505°E | Mappa | nuraghe monotorre        |
| nuraghe Sighientu                    | Quartu Sant'Elena  | 39.23724°N 9.33918°E | Mappa | nuraghe monotorre        |
| nuraghe Sighientu de basciu          | Quartu Sant'Elena  | 39.23524°N 9.33494°E | Mappa | nuraghe monotorre        |
| nuraghe Siliqua                      | Quartu Sant'Elena  | 39.21185°N 9.38017°E | Mappa | nuraghe monotorre        |
| nuraghe Ortu de Schirru              | Quartucciu         | 39.25155°N 9.37114°E | Mappa | nuraghe monotorre        |
| nuraghe Bruncu Montari I             | San Basilio        | 39.52649°N 9.22763°E | Mappa | nuraghe monotorre        |
| nuraghe Bruncu Montari II            | San Basilio        | 39.52611°N 9.23038°E | Mappa | nuraghe monotorre        |
| nuraghe Bruncu Nurazzolu             | San Basilio        | 39.53676°N 9.22136°E | Mappa | nuraghe monotorre        |
| nuraghe Cuccuru Adulu                | San Basilio        | 39.51236°N 9.19422°E | Mappa | nuraghe monotorre        |
| nuraghe Genna Urra                   | San Basilio        | 39.55078°N 9.19836°E | Mappa | nuraghe monotorre        |
| nuraghe Muri Eguas                   | San Basilio        | 39.50511°N 9.23039°E | Mappa | nuraghe monotorre        |
| nuraghe Perda 'e Lua                 | San Basilio        | 39.53313°N 9.21732°E | Mappa | nuraghe monotorre        |
| nuraghe Perdu Molas                  | San Basilio        | 39.52547°N 9.20069°E | Mappa | nuraghe monotorre        |
| nuraghe Pizzu Pranu                  | San Basilio        | 39.54334°N 9.2008°E  | Mappa | nuraghe monotorre        |
| nuraghe Pranu Mois                   | San Basilio        | 39.54672°N 9.18453°E | Mappa | nuraghe monotorre        |
| nuraghe San Sebastiano               | San Basilio        | 39.53656°N 9.19273°E | Mappa | nuraghe monotorre        |
| nuraghe Serra 'e Mesu                | San Basilio        | 39.53319°N 9.19529°E | Mappa | nuraghe monotorre        |
| nuraghe Serra Nuxis                  | San Basilio        | 39.50234°N 9.19268°E | Mappa | nuraghe monotorre        |
| nuraghe s'Umprixi                    | San Basilio        | 39.54823°N 9.18579°E | Mappa | nuraghe monotorre        |
| nuraghe Monte Taccu                  | San Nicolò Gerrei  | 39.51151°N 9.32382°E | Mappa | nuraghe monotorre        |
| nuraghe su Nuraxi                    | San Nicolò Gerrei  | 39.49088°N 9.28034°E | Mappa | nuraghe monotorre        |
| nuraghe Antoni Usai                  | San Vito           | 39.2822°N 9.46683°E  | Mappa | nuraghe monotorre        |
| nuraghe Peppi Floris                 | San Vito           | 39.29384°N 9.47498°E | Mappa | nuraghe monotorre        |
| nuraghe sa Figu                      | San Vito           | 39.31721°N 9.47826°E | Mappa | nuraghe monotorre        |
| nuraghe Canale Peppino               | Sarroch            | 39.04213°N 9.03328°E | Mappa | nuraghe monotorre        |
| nuraghe de is Baccas                 | Sarroch            | 39.04394°N 9.0221°E  | Mappa | nuraghe monotorre        |
| nuraghe Guardia sa Mendula           | Sarroch            | 39.03366°N 9.02883°E | Mappa | nuraghe monotorre        |
| nuraghe Guardia Santali              | Sarroch            | 39.05597°N 8.99394°E | Mappa | nuraghe monotorre        |
| nuraghe Motti                        | Sarroch            | 39.05984°N 9.0293°E  | Mappa | nuraghe monotorre        |
| nuraghe Mussara                      | Sarroch            | 39.04684°N 9.00909°E | Mappa | nuraghe monotorre        |
| nuraghe San Nicola II                | Sarroch            | 39.03256°N 9.02016°E | Mappa | nuraghe monotorre        |
| nuraghe Trazzu                       | Selegas            | 39.59691°N 9.12499°E | Mappa | nuraghe monotorre        |
| nuraghe Sisini                       | Senorbì            | 39.56167°N 9.16466°E | Mappa | nuraghe monotorre        |
| nuraghe Cuccuru Forru                | Serri              | 39.69508°N 9.16852°E | Mappa | nuraghe monotorre        |
| nuraghe Ruinas                       | Serri              | 39.71021°N 9.15636°E | Mappa | nuraghe monotorre        |
| nuraghe Cuccuru Nuraxi               | Settimo San Pietro | 39.28629°N 9.17676°E | Mappa | nuraghe monotorre        |
| nuraghe Cercessa                     | Seui               | 39.85161°N 9.40153°E | Mappa | nuraghe monotorre        |
| nuraghe Monte s'Ebba                 | Seui               | 39.90279°N 9.34867°E | Mappa | nuraghe monotorre        |
| nuraghe Pauli                        | Seui               | 39.88545°N 9.34213°E | Mappa | nuraghe monotorre        |
| nuraghe Monte Idda                   | Siliqua            | 39.3147°N 8.86097°E  | Mappa | nuraghe monotorre        |
| nuraghe Arrularis                    | Silius             | 39.52216°N 9.31329°E | Mappa | nuraghe monotorre        |
| nuraghe Cuccuru Domu 'e s'Orcu       | Silius             | 39.5119°N 9.28513°E  | Mappa | nuraghe monotorre        |
| nuraghe Cuccuru Domu 'e s'Orcu II    | Silius             | 39.51302°N 9.28558°E | Mappa | nuraghe monotorre        |
| nuraghe Foddi                        | Silius             | 39.55275°N 9.33104°E | Mappa | nuraghe monotorre        |
| nuraghe is Carroccias                | Silius             | 39.55164°N 9.32202°E | Mappa | nuraghe monotorre        |
| nuraghe Padenti Scurosu              | Silius             | 39.55224°N 9.27481°E | Mappa | nuraghe monotorre        |
| nuraghe Pizzu Ibas                   | Silius             | 39.51567°N 9.29101°E | Mappa | nuraghe monotorre        |
| nuraghe Santu Damianu                | Silius             | 39.56029°N 9.32526°E | Mappa | nuraghe monotorre        |
| nuraghe Sassai                       | Silius             | 39.53133°N 9.32346°E | Mappa | nuraghe monotorre        |
| nuraghe Zoppana                      | Silius             | 39.51517°N 9.30219°E | Mappa | nuraghe monotorre        |
| nuraghe Bauorroli                    | Siurgus Donigala   | 39.57712°N 9.2617°E  | Mappa | nuraghe monotorre        |
| nuraghe Ega                          | Siurgus Donigala   | 39.5729°N 9.25924°E  | Mappa | nuraghe monotorre        |
| nuraghe Pascasi                      | Siurgus Donigala   | 39.5528°N 9.18713°E  | Mappa | nuraghe monotorre        |
| nuraghe Tanca Manno                  | Siurgus Donigala   | 39.58131°N 9.2599°E  | Mappa | nuraghe monotorre        |
| nuraghe Baccu Mereu                  | Sinnai             | 39.33167°N 9.27382°E | Mappa | nuraghe monotorre        |
| nuraghe Bruncu Senzu                 | Sinnai             | 39.29573°N 9.26573°E | Mappa | nuraghe monotorre        |
| nuraghe Bruncu su Castiu             | Sinnai             | 39.31828°N 9.24494°E | Mappa | nuraghe monotorre        |
| nuraghe Bruncu su Pisu               | Sinnai             | 39.32192°N 9.23325°E | Mappa | nuraghe monotorre        |
| nuraghe Cannaxera I                  | Sinnai             | 39.30556°N 9.27507°E | Mappa | nuraghe monotorre        |
| nuraghe Cannaxera II                 | Sinnai             | 39.30376°N 9.27642°E | Mappa | nuraghe monotorre        |
| nuraghe Cirronis II                  | Sinnai             | 39.33415°N 9.23204°E | Mappa | nuraghe monotorre        |
| nuraghe Conca Santinta               | Sinnai             | 39.33141°N 9.22538°E | Mappa | nuraghe monotorre        |
| nuraghe Correxerbu                   | Sinnai             | 39.34461°N 9.28941°E | Mappa | nuraghe monotorre        |
| nuraghe Costa Fonai                  | Sinnai             | 39.28999°N 9.27948°E | Mappa | nuraghe monotorre        |
| nuraghe Cott'e Baccas                | Sinnai             | 39.33683°N 9.28726°E | Mappa | nuraghe monotorre        |
| nuraghe Cuccuru Nuraxi Baiocca       | Sinnai             | 39.3313°N 9.29993°E  | Mappa | nuraghe monotorre        |
| nuraghe Cuili Sirigu                 | Sinnai             | 39.3048°N 9.30385°E  | Mappa | nuraghe monotorre        |
| nuraghe dell'Isolotto                | Sinnai             | 39.31415°N 9.2853°E  | Mappa | nuraghe monotorre        |
| nuraghe Garapiu                      | Sinnai             | 39.34498°N 9.31098°E | Mappa | nuraghe monotorre        |
| nuraghe Genna 'e Mari                | Sinnai             | 39.14852°N 9.40348°E | Mappa | nuraghe monotorre        |
| nuraghe Genn'e Bentu                 | Sinnai             | 39.2891°N 9.32247°E  | Mappa | nuraghe monotorre        |
| nuraghe Is Arredellus                | Sinnai             | 39.33364°N 9.32832°E | Mappa | nuraghe monotorre        |
| nuraghe is Berrittas                 | Sinnai             | 39.33632°N 9.32635°E | Mappa | nuraghe monotorre        |
| nuraghe Lorenzu Origa                | Sinnai             | 39.34536°N 9.30814°E | Mappa | nuraghe monotorre        |
| nuraghe Maletta I                    | Sinnai             | 39.32293°N 9.25999°E | Mappa | nuraghe monotorre        |
| nuraghe Maletta II                   | Sinnai             | 39.31697°N 9.25501°E | Mappa | nuraghe monotorre        |
| nuraghe Masoni Porcus                | Sinnai             | 39.31773°N 9.23934°E | Mappa | nuraghe monotorre        |
| nuraghe Monti Eccas                  | Sinnai             | 39.26919°N 9.4035°E  | Mappa | nuraghe monotorre        |
| nuraghe Monti Saius                  | Sinnai             | 39.26263°N 9.42963°E | Mappa | nuraghe monotorre        |
| nuraghe Nuraxeddu                    | Sinnai             | 39.37411°N 9.32023°E | Mappa | nuraghe monotorre        |
| nuraghe Pireddu                      | Sinnai             | 39.14575°N 9.45027°E | Mappa | nuraghe monotorre        |
| nuraghe sa Fraigada                  | Sinnai             | 39.255°N 9.40175°E   | Mappa | nuraghe monotorre        |
| nuraghe sa Guardia di Ferricci       | Sinnai             | 39.14725°N 9.43447°E | Mappa | nuraghe monotorre        |
| nuraghe San Gregorio                 | Sinnai             | 39.30193°N 9.36657°E | Mappa | nuraghe monotorre        |
| nuraghe Sant'Itroxia                 | Sinnai             | 39.33525°N 9.27384°E | Mappa | nuraghe monotorre        |
| nuraghe s'Arrideli                   | Sinnai             | 39.17798°N 9.45257°E | Mappa | nuraghe monotorre        |
| nuraghe Serraidda                    | Sinnai             | 39.17039°N 9.46302°E | Mappa | nuraghe monotorre        |
| nuraghe su Crabiolu                  | Sinnai             | 39.26658°N 9.42806°E | Mappa | nuraghe monotorre        |
| nuraghe su Crastadroxiu              | Sinnai             | 39.17849°N 9.45502°E | Mappa | nuraghe monotorre        |
| nuraghe Zurreddu                     | Sinnai             | 39.34516°N 9.31441°E | Mappa | nuraghe monotorre        |
| nuraghe is Fanebas                   | Assemini           | 39.13335°N 8.87311°E | Mappa | nuraghe polilobato       |
| nuraghe Baccu Tinghinu               | Capoterra          | 39.16771°N 8.95763°E | Mappa | nuraghe polilobato       |
| nuraghe Monte Eghedda                | Maracalagonis      | 39.27688°N 9.29026°E | Mappa | nuraghe polilobato       |
| nuraghe s'Omu s'Orku                 | Maracalagonis      | 39.2798°N 9.30785°E  | Mappa | nuraghe polilobato       |
| nuraghe sa Guardia Mongiasa          | Pula               | 38.99782°N 9.01357°E | Mappa | nuraghe polilobato       |
| nuraghe Diana                        | Quartu Sant'Elena  | 39.20056°N 9.32542°E | Mappa | nuraghe polilobato       |
| nuraghe Serra Paulis                 | Quartu Sant'Elena  | 39.22946°N 9.3176°E  | Mappa | nuraghe polilobato       |
| nuraghe su Forti Becciu              | Quartu Sant'Elena  | 39.23147°N 9.24909°E | Mappa | nuraghe polilobato       |
| nuraghe Tuvu Mannu                   | Quartu Sant'Elena  | 39.20027°N 9.3533°E  | Mappa | nuraghe polilobato       |
| nuraghe Nanni Arru                   | Quartucciu         | 39.24242°N 9.28783°E | Mappa | nuraghe polilobato       |
| nuraghe Antigori                     | Sarroch            | 39.09551°N 9.00527°E | Mappa | nuraghe polilobato       |
| nuraghe Domu e s'Orcu                | Sarroch            | 39.06185°N 9.0236°E  | Mappa | nuraghe polilobato       |
| nuraghe Mereu                        | Sarroch            | 39.02997°N 9.01136°E | Mappa | nuraghe polilobato       |
| nuraghe Antiogu Oi                   | Sinnai             | 39.28849°N 9.37511°E | Mappa | nuraghe polilobato       |
| nuraghe Antoniola                    | Sinnai             | 39.3236°N 9.28236°E  | Mappa | nuraghe polilobato       |
| nuraghe Bruncu s'Allegau             | Sinnai             | 39.31848°N 9.23128°E | Mappa | nuraghe polilobato       |
| nuraghe Crabili Serreli              | Sinnai             | 39.30064°N 9.26914°E | Mappa | nuraghe polilobato       |
| nuraghe Cuccuru Gravellu             | Sinnai             | 39.29702°N 9.35957°E | Mappa | nuraghe polilobato       |
| nuraghe Cuccuru San Giorgio          | Sinnai             | 39.29312°N 9.25518°E | Mappa | nuraghe polilobato       |
| nuraghe Ferricci                     | Sinnai             | 39.14918°N 9.43144°E | Mappa | nuraghe polilobato       |
| nuraghe Maxia                        | Sinnai             | 39.31973°N 9.32175°E | Mappa | nuraghe polilobato       |
| nuraghe Mont'Arbu                    | Sinnai             | 39.24682°N 9.44556°E | Mappa | nuraghe polilobato       |
| nuraghe sa Castangia                 | Sinnai             | 39.31328°N 9.36023°E | Mappa | nuraghe polilobato       |
| nuraghe sa Perdera                   | Sinnai             | 39.30872°N 9.29285°E | Mappa | nuraghe polilobato       |
| nuraghe su Fromigosu                 | Sinnai             | 39.2582°N 9.40958°E  | Mappa | nuraghe polilobato       |
| nuraghe su Gallesu                   | Sinnai             | 39.34808°N 9.31069°E | Mappa | nuraghe polilobato       |
| nuraghe Zinnibireddu                 | Sinnai             | 39.34044°N 9.31513°E | Mappa | nuraghe polilobato       |
| nuraghe sa Cruxi Santa               | Capoterra          | 39.17387°N 8.97016°E | Mappa | nuraghe scomparso        |
| nuraghe Capitana                     | Quartu Sant'Elena  | 39.20816°N 9.31505°E | Mappa | nuraghe scomparso        |
| nuraghe Cuccuru Ibba                 | Assemini           | 39.18959°N 9.02368°E | Mappa | nuraghe non classificato |
| nuraghe Mont'Arbu                    | Capoterra          | 39.18097°N 8.96008°E | Mappa | nuraghe non classificato |
| nuraghe Baccu Pilleri                | Maracalagonis      | 39.16081°N 9.40523°E | Mappa | nuraghe non classificato |
| nuraghe Bidda Beccia                 | Maracalagonis      | 39.16439°N 9.41357°E | Mappa | nuraghe non classificato |
| nuraghe Brebexili                    | Maracalagonis      | 39.17241°N 9.4195°E  | Mappa | nuraghe non classificato |
| nuraghe de Sottu                     | Maracalagonis      | 39.17691°N 9.42312°E | Mappa | nuraghe non classificato |
| nuraghe di Sant'Elena                | Maracalagonis      | 39.21416°N 9.45274°E | Mappa | nuraghe non classificato |
| nuraghe Lianu                        | Maracalagonis      | 39.19303°N 9.42703°E | Mappa | nuraghe non classificato |
| nuraghe Monte Fenugu                 | Maracalagonis      | 39.14839°N 9.39867°E | Mappa | nuraghe non classificato |
| nuraghe Piccia                       | Maracalagonis      | 39.15991°N 9.39101°E | Mappa | nuraghe non classificato |
| nuraghe sa Guardia                   | Maracalagonis      | 39.16346°N 9.40674°E | Mappa | nuraghe non classificato |
| nuraghe sa Sedda s'Omu               | Maracalagonis      | 39.22339°N 9.44884°E | Mappa | nuraghe non classificato |
| nuraghe s'Arridellarxiu              | Maracalagonis      | 39.19117°N 9.45485°E | Mappa | nuraghe non classificato |
| nuraghe su Reu                       | Maracalagonis      | 39.21395°N 9.46291°E | Mappa | nuraghe non classificato |
| nuraghe Conca Moio                   | Pula               | 38.97831°N 8.95439°E | Mappa | nuraghe non classificato |
| nuraghe de Gangiu                    | Pula               | 39.03117°N 8.84576°E | Mappa | nuraghe non classificato |
| nuraghe Furcadizzo                   | Pula               | 39.01647°N 9.02416°E | Mappa | nuraghe non classificato |
| nuraghe Guardia Perdas de Fogu       | Pula               | 38.95972°N 8.95985°E | Mappa | nuraghe non classificato |
| nuraghe Guardia Sant'Aliana          | Pula               | 38.99155°N 8.96622°E | Mappa | nuraghe non classificato |
| nuraghe Mangallu                     | Pula               | 38.99629°N 8.95357°E | Mappa | nuraghe non classificato |
| nuraghe Perdu Becciu                 | Pula               | 39.02309°N 8.94913°E | Mappa | nuraghe non classificato |
| nuraghe Porcili Becciu               | Pula               | 38.96701°N 8.95186°E | Mappa | nuraghe non classificato |
| nuraghe Punta Eva                    | Pula               | 38.96872°N 8.93371°E | Mappa | nuraghe non classificato |
| nuraghe s'Abuleu                     | Pula               | 38.99688°N 8.98559°E | Mappa | nuraghe non classificato |
| nuraghe Cuccureddus                  | Quartu Sant'Elena  | 39.22326°N 9.3348°E  | Mappa | nuraghe non classificato |
| nuraghe Cuile Callitas               | Quartu Sant'Elena  | 39.2068°N 9.35636°E  | Mappa | nuraghe non classificato |
| nuraghe de su Lillu                  | Quartu Sant'Elena  | 39.19735°N 9.35461°E | Mappa | nuraghe non classificato |
| nuraghe Geremeas                     | Quartu Sant'Elena  | 39.17092°N 9.38197°E | Mappa | nuraghe non classificato |
| nuraghe is Paras                     | Quartu Sant'Elena  | 39.21244°N 9.33714°E | Mappa | nuraghe non classificato |
| nuraghe Marapintau                   | Quartu Sant'Elena  | 39.19192°N 9.35098°E | Mappa | nuraghe non classificato |
| nuraghe Marcolinu                    | Quartu Sant'Elena  | 39.23656°N 9.32122°E | Mappa | nuraghe non classificato |
| nuraghe Medau Abruxau                | Quartu Sant'Elena  | 39.2418°N 9.34039°E  | Mappa | nuraghe non classificato |
| nuraghe Mela Murgia                  | Quartu Sant'Elena  | 39.23699°N 9.30603°E | Mappa | nuraghe non classificato |
| nuraghe Meris                        | Quartu Sant'Elena  | 39.21742°N 9.31667°E | Mappa | nuraghe non classificato |
| nuraghe Monte Acutzu                 | Quartu Sant'Elena  | 39.2152°N 9.34665°E  | Mappa | nuraghe non classificato |
| nuraghe Murtineddu                   | Quartu Sant'Elena  | 39.21515°N 9.33829°E | Mappa | nuraghe non classificato |
| nuraghe Niu 'e Crobu                 | Quartu Sant'Elena  | 39.22628°N 9.311°E   | Mappa | nuraghe non classificato |
| nuraghe Palisteri                    | Quartu Sant'Elena  | 39.20292°N 9.35255°E | Mappa | nuraghe non classificato |
| nuraghe Pusceddu                     | Quartu Sant'Elena  | 39.18064°N 9.38022°E | Mappa | nuraghe non classificato |
| nuraghe Santu Lianu                  | Quartu Sant'Elena  | 39.22722°N 9.32536°E | Mappa | nuraghe non classificato |
| nuraghe s'Arcu de sa Moddizzi        | Quartu Sant'Elena  | 39.21126°N 9.34194°E | Mappa | nuraghe non classificato |
| nuraghe s'Arcu de sa Scala           | Quartu Sant'Elena  | 39.24317°N 9.3308°E  | Mappa | nuraghe non classificato |
| nuraghe s'Arcu de sa Spina           | Quartu Sant'Elena  | 39.21846°N 9.33146°E | Mappa | nuraghe non classificato |
| nuraghe s'Orixeddu II                | Quartu Sant'Elena  | 39.21849°N 9.33533°E | Mappa | nuraghe non classificato |
| nuraghe s'Orixeddu III               | Quartu Sant'Elena  | 39.21898°N 9.33746°E | Mappa | nuraghe non classificato |
| nuraghe su Crabu                     | Quartu Sant'Elena  | 39.21688°N 9.39127°E | Mappa | nuraghe non classificato |
| nuraghe su Zinnibiri                 | Quartu Sant'Elena  | 39.22578°N 9.39069°E | Mappa | nuraghe non classificato |
| nuraghe Titionargiu                  | Quartu Sant'Elena  | 39.21471°N 9.3813°E  | Mappa | nuraghe non classificato |
| nuraghe Corti sa Perda               | Quartucciu         | 39.25033°N 9.33316°E | Mappa | nuraghe non classificato |
| nuraghe Perda Longa                  | Sarroch            | 39.10651°N 8.99169°E | Mappa | nuraghe non classificato |
| nuraghe San Nicola                   | Sarroch            | 39.03403°N 9.0182°E  | Mappa | nuraghe non classificato |
| nuraghe s'Arcu de Mussara            | Sarroch            | 39.03949°N 9.01146°E | Mappa | nuraghe non classificato |
| nuraghe su Macciaroni                | Sarroch            | 39.04926°N 9.02711°E | Mappa | nuraghe non classificato |
| nuraghe Bruncu Scala Suergiu         | Sinnai             | 39.31407°N 9.34402°E | Mappa | nuraghe non classificato |
| nuraghe Cirronis I                   | Sinnai             | 39.33874°N 9.22476°E | Mappa | nuraghe non classificato |
| nuraghe Giria Corona                 | Sinnai             | 39.31068°N 9.22654°E | Mappa | nuraghe non classificato |
| nuraghe Monti Eccas II               | Sinnai             | 39.26763°N 9.40173°E | Mappa | nuraghe non classificato |
| nuraghe Mustatzu                     | Sinnai             | 39.15806°N 9.43999°E | Mappa | nuraghe non classificato |
| nuraghe sa Tuppa is Procaxius        | Sinnai             | 39.2837°N 9.38577°E  | Mappa | nuraghe non classificato |
| nuraghe s'Arcu s'Arcedda             | Sinnai             | 39.31961°N 9.2683°E  | Mappa | nuraghe non classificato |
| nuraghe s'Orixeddu                   | Quartu Sant'Elena  | 39.21697°N 9.33822°E | Mappa | protonuraghe             |
| nuraghe Giummo                       | Sarroch            | 39.04287°N 9.03888°E | Mappa | protonuraghe             |
| nuraghe Monte Arrubiu                | Sarroch            | 39.05437°N 9.01366°E | Mappa | protonuraghe             |
| nuraghe Portu Columbu                | Sarroch            | 39.02581°N 9.02494°E | Mappa | protonuraghe             |
| nuraghe Magangiosa                   | Sestu              | 39.33408°N 9.0429°E  | Mappa | protonuraghe             |
| nuraghe Funtana 'e Landiri           | Sinnai             | 39.29758°N 9.26721°E | Mappa | protonuraghe             |
| nuraghe Lepuri                       | Sinnai             | 39.28593°N 9.34524°E | Mappa | protonuraghe             |
| nuraghe Longu                        | Sinnai             | 39.29501°N 9.33482°E | Mappa | protonuraghe             |
| nuraghe Pirreu                       | Sinnai             | 39.32452°N 9.24751°E | Mappa | protonuraghe             |
| nuraghe Domu Baccheri                | Vallermosa         | 39.34929°N 8.8191°E  | Mappa | nuraghe monotorre        |
| nuraghe Casa de Muru                 | Villaputzu         | 39.45565°N 9.59858°E | Mappa | nuraghe monotorre        |
| nuraghe Costa Funtanas               | Villaputzu         | 39.45518°N 9.62139°E | Mappa | nuraghe monotorre        |
| nuraghe Crobecadas                   | Villaputzu         | 39.4659°N 9.59604°E  | Mappa | nuraghe monotorre        |
| nuraghe Monte del Castello di Quirra | Villaputzu         | 39.53168°N 9.59653°E | Mappa | nuraghe monotorre        |
| nuraghe Perda su Luaxiu              | Villaputzu         | 39.45883°N 9.63586°E | Mappa | nuraghe monotorre        |
| nuraghe Prinzipali                   | Villaputzu         | 39.54365°N 9.57491°E | Mappa | nuraghe monotorre        |
| nuraghe San Lorenzo                  | Villaputzu         | 39.5013°N 9.61867°E  | Mappa | nuraghe monotorre        |
| nuraghe Serbiola                     | Villaputzu         | 39.52961°N 9.62747°E | Mappa | nuraghe monotorre        |
| nuraghe Cuccuru Canalis              | Villasor           | 39.38488°N 8.82495°E | Mappa | nuraghe monotorre        |
| nuraghe Monte Zippireddu             | Villasor           | 39.40276°N 8.80061°E | Mappa | nuraghe monotorre        |
| nuraghe Serra Crabas II              | Villasor           | 39.39217°N 8.78476°E | Mappa | nuraghe monotorre        |